# Šavrov Š-7
Šavrov Š-7 byl sovětský jednomotorový průzkumný a transportní hornoplošný obojživelný létající člun z druhé světové války. Stroj byl pokračovatelem typu Šavrov Š-2.

## Vznik a vývoj
V roce 1938 uvědomil letecký dopravce v SSSR  Glavsevmorpuť, menší vývojové skupiny o úmyslu obohatit letadlový park o lehké jednomotorové obojživelné letouny. Nový typ měl rozšířit leteckou dopravu do obtížně přístupných oblastí na severu a v povodí velkých řek. Zájem o takový letoun projevil i Aeroflot.
Práce na převážně celokovovém Š-7 zahájil V. B. Šavrov koncem roku 1938 a na doporučení obou společností původně počítal s invertním řadovým šestiválcem MV-6 o výkonu 162 kW. Z důvodu slabých výkonů této pohonné jednotky se konstruktéři rozhodli o instalaci hvězdicového devítiválce MG-31 o 235 kW, který byl umístěn v gondole nad trupem v tažném uspořádání s krytem NACA. Později byl tento motor vyměněn za výkonnější MG-31F o výkonu 243 kW, který roztáčel dvoulistou dřevěnou vrtuli. Pilotní prostor byl dvoumístný, kabina cestujících čtyřmístná. Vstupovalo se do ní kruhovými dveřmi na hřbetě trupu za odtokovou hranou křídla. V případě potřeby potřeby bylo možno do tohoto otvoru vestavět kulometné střeliště TT-1 s pohyblivým kulometem ŠKAS ráže 7,62 mm.
Prototyp vzlétl 16. června 1940, s pilotem J. O. Fedorenkem, poté následovaly podnikové a státní testy.  Další změnou byla pokusná krátkodobá instalace amerického motoru Wright J-6 Whirlwind o výkonu 220 kW s třílistou kovovou stavitelnou vrtulí Hamilton Standard. Oficiální předvedení Š-7 proběhlo 4. října 1940 na říčním přístavu Chimki u Moskvy. Plánovanou sériovou výrobu i výrobu zvětšené desetimístné verze překazila německá invaze do SSSR.
Hydroplán byl nejprve používán k civilním účelům (imatrikulace CCCP-359), mezi něž bylo řazeno i zásobování polárních výzkumných stanic. Po vypuknutí války sloužil k převozu raněných či k transportu důležitých zásilek v povodí Volhy, v oblasti měst Saratov, Stalingrad a Astrachaň. V zimě používal lyžový podvozek převzatý z letounu I-15bis.

## Specifikace

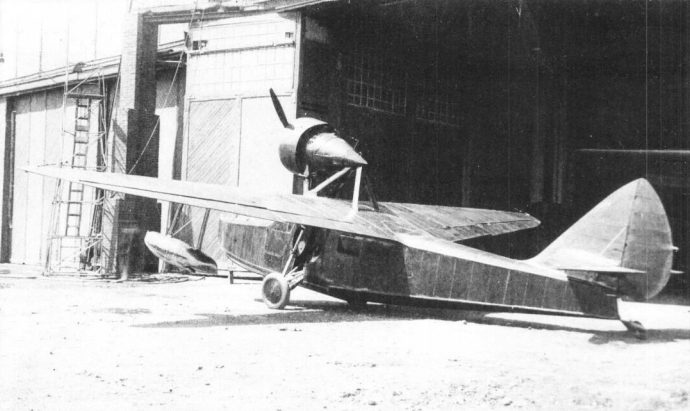
Šavrov Š-7

Údaje dle

### Technické údaje
- Osádka: 1
- Rozpětí: 13,00 m
- Délka: 9,40 m
- Výška: 3,52 m
- Nosná plocha: 23,30 m²
- Hmotnost prázdného stroje: 1 230 kg
- Hmotnost vzletová: 1 900 kg
- Pohonná jednotka: MG-31F
- Výkon pohonné jednotky: 243 kW

### Výkony
- Max. rychlost u hladiny moře: 218 km/h
- Maximální rychlost v hladině 2 000 m: 184 km/h
- Přistávací rychlost: 90 km/h
- Dostup: 2 960 m
- Dolet: 920 km